# St. Nicolaus und St. Margarethe (Dingsleben)

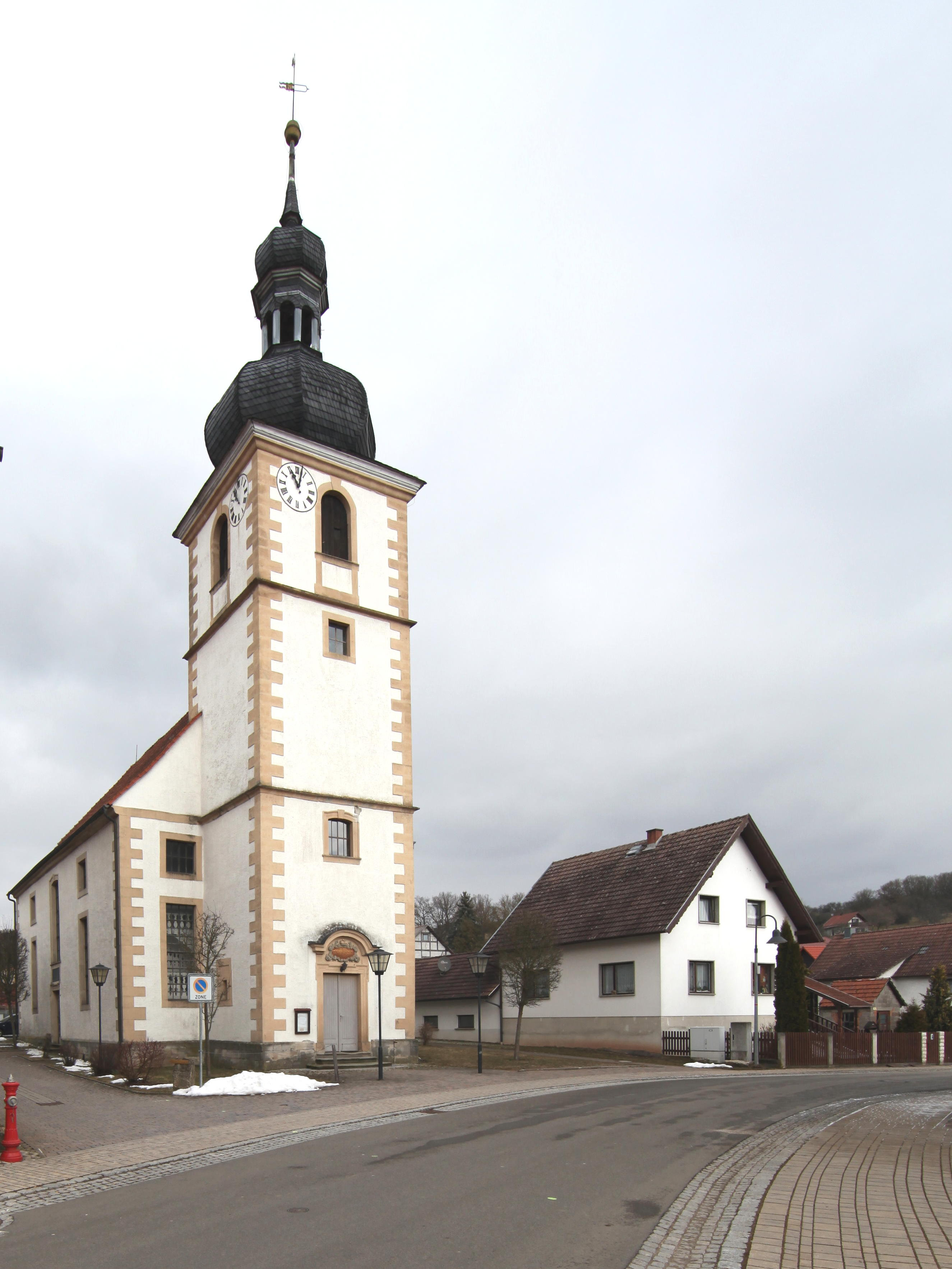
Die Kirche

Die denkmalgeschützte evangelisch-lutherische Kirche St. Nicolaus und St. Margarethe steht in der Gemeinde Dingsleben im Landkreis Hildburghausen in Thüringen.

## Geschichte
Die Dorfkirche stand am Ortsende des Dorfes, wo sich heute noch der Friedhof befindet. Sie unterstand einst dem Kloster Veßra. Sie wurde im 14. Jahrhundert aber Tochterkirche von Reurieth, bis etwa 1530 aus ihr eine Pfarrkirche wurde. Inzwischen ist sie wieder Reurieth angegliedert. Der Dreißigjährige Krieg hinterließ an Kirche und Dorf seine Spuren. Erst 1663 konnten die Gläubigen ihren Gottesdienst in der Kirche feiern. 1740 musste die Kirche wegen Baufälligkeit abgerissen werden. Bis 1742 wurde dann die heutige Kirche in der Ortsmitte gebaut.

## Ausstattung
Der Altarraum wird durch Chorschranken, die mit Balustern und Pfeilern verziert und mit zwei Türen versehen sind, vom anderen Kirchenraum abgetrennt. Die Lesekanzel steht mitten im Raum.
Der Taufstein wird von der Lesekanzel verdeckt. Die Orgel steht auf der zweiten Empore und besitzt einen Barockprospekt. Sie erbaute 1770 Johann Georg Henne aus Hildburghausen zusammen mit seinem Schwiegervater Johann Christian Dotzauer. Sie ist den Angaben nach aber nicht die erste Orgel in dieser Kirche.